# Res Jost
Res Jost (Berna, 10 de enero de 1918-Zúrich, 3 de octubre de 1990) fue un físico teórico suizo que trabajó principalmente en la teoría constructiva de campos cuánticos.

## Biografía
Res Jost nació el 10 de enero de 1918 en Berna. Es hijo del profesor de física Wilhelm Jost y Hermine Spycher. En 1949, Jost se casó con la física vienesa Hilde Fleischer. Jost estudió en Berna y en la Universidad de Zurich, donde se doctoró en 1946 bajo la supervisión del físico alemán Gregor Wentzel. Luego pasó medio año con Niels Bohr en Copenhague, donde introdujo la función de Jost en la teoría de la dispersión. Posteriormente trabajó como asistente de Wolfgang Pauli en Zurich. De 1949 a 1955 estuvo en el Instituto de Estudios Avanzados de Princeton, donde trabajó con Walter Kohn, Joaquin Mazdak Luttinger y Abraham Pais entre otros. Desde 1955 fue profesor asociado de física teórica en la ETH y, desde 1959, profesor titular. En 1964, él y Rudolf Haag crearon la revista Communications in Mathematical Physics. Murió el 3 de octubre de 1990 en Zúrich.
Jost investigó la teoría de la dispersión mecánica cuántica (también teoría de la dispersión inversa: reconstrucción de potenciales a partir de datos de dispersión) y la teoría matemática de campos cuánticos, donde en 1958 demostró con los métodos de Arthur Strong Wightman el teorema PCT y en 1957 introdujo el teorema de Jost- Lehmann – Representación de Dyson, una representación integral del valor esperado del conmutador de dos operadores de campo.

## Honores y premios
Desde 1977 Jost fue miembro correspondiente de la Academia Nacional de Ciencias de Estados Unidos. En 1984 Jost recibió la Medalla Max Planck por sus destacados logros en física teórica.

## Trabajos seleccionados
- Jost, Res (1965). The general theory of quantized fields 4. American Mathematical Society.
- Jost, Res (1995).  Hepp, Klaus; Hunziker, Walter, eds. Das Märchen vom Elfenbeinernen Turm. Reden und Aufsätze. Lecture Notes in Physics Monographs (en alemán) 34. Springer-Verlag Berlin Heidelberg. ISBN 978-3540492764. doi:10.1007/978-3-540-49276-4.
- Jost, Res; Schneider, Walter (1969). Quantenmechanik: nach Vorlesungen im Wintersemester 1966/67 (en alemán). Vereins der Mathematiker und Physiker an der ETH Zürich.
- Jost, Res; Italian Physical Society, eds. (1969). Local quantum theory 45. Academic Press. ISBN 9780123688453.
- Jost, Res (1984). «Erinnerungen: Erlesenes und Erlebtes». Physikalische Blätter (en alemán) 40 (7): 178-181. doi:10.1002/phbl.19840400706.